# Ефанов, Аркадий Петрович
Аркадий Петрович Ефанов (3 июня 1953 — 22 июня 2018) — советский и российский офицер-подводник. Командир нескольких атомных подводных лодок проекта 949А «Антей», в том числе во время трансарктических переходов с Северного на Тихоокеанский флот. Герой Российской Федерации (15.06.1994). Капитан 1-го ранга (26.03.1990).
Похоронен на Южном кладбище.

## Биография
Родился 3 июня 1953 года в городе Суворове Тульской области. Русский. Из рабочей семьи. В 1970 году окончил 10 классов средней школы № 2 города Суворова.
В Военно-морском флоте с 1970 года. В 1975 году окончил Высшее военно-морское училище радиоэлектроники имени А. С. Попова по специальности «Радиотехническое вооружение подводных лодок». В том же году вступил в КПСС.
После окончания училища был направлен на Краснознамённый Северный флот, службу проходил на атомных подводных лодках в 11-й дивизии 1-й флотилии атомных подводных лодок. Был командиром гидроакустической группы подводной лодки К-479 (1.1976 — 11.1978), начальником радиотехнической службы (РТС) подводной лодки К-302 (11.1978 — 9.1981), помощником командира того же экипажа (9.1981 — 10.1983), старшим помощником командира подводной лодки К-173 (10.1983 — 10.1985).
В 1986 году Ефанов окончил Высшие специальные офицерские классы ВМФ и был назначен старшим помощником командира на К-525, головном корабле проекта 949.
С сентября 1987 года по сентябрь 1991 года А. П. Ефанов был командиром подводной лодки К-173. Под руководством Ефанова в период с 15 августа по 9 сентября 1991 года подводная лодка К-173 (старший на борту — командир 11-й ДиПЛ капитан 1-го ранга М. В. Моцак) совместно с подводной лодкой К-442 совершила групповой подлёдный трансарктический переход с Краснознамённого Северного флота на Краснознамённый Тихоокеанский флот. В период плавания лично командиром была обеспечена высокая надёжность, безопасность и устойчивость управления подводным крейсером, отработаны новые тактические приёмы использования корабля с современным ракетным комплексом.
В сентябре 1991 года — августе 1993 года А. П. Ефанов командовал подводной лодкой К-410 «Смоленск». Экипаж корабля в декабре 1992 года завоевал приз главнокомандующего ВМФ по ракетной стрельбе крылатыми ракетами большой дальности.
В августе 1993 года А. П. Ефанов был назначен командиром атомной подводной лодки К-456 «Касатка». С 18 августа по 14 сентября 1993 года подводная лодка совершила трансарктический переход из губы Западная Лица к месту постоянной дислокации в бухту Крашенинникова на Камчатке (руководитель перехода — начальник штаба 1-й ФлПЛ контр-адмирал М. В. Моцак, начальник походного штаба — заместитель командира 10-й ДиПЛ капитан 1-го ранга И. Н. Козлов).
Во время плавания были отработаны новые тактические приёмы нанесения ракетного удара по авианосно-ударному соединению, а также освоен новый приём применения унифицированных торпед для обеспечения аварийного всплытия корабля во льдах способом «полынья». В ходе подготовки и в период перехода пройдено 15500 миль. Переход осуществлялся под почти сплошным ледовым покровом (средняя сплочённость льда составляла 8 — 9 баллов).
Указом Президента Российской Федерации от 15 июня 1994 года «за мужество и героизм, проявленные при выполнении специального задания в условиях, сопряжённых с риском для жизни», капитану 1-го ранга Ефанову Аркадию Петровичу присвоено звание Героя Российской Федерации с вручением медали «Золотая Звезда».
В 1996 году А. П. Ефанов окончил Военно-морскую академию имени Н. Г. Кузнецова. С июля 1996 года — заместитель начальника Высшего военно-морского училища имени М. В. Фрунзе по подготовке иностранных военнослужащих. С июня 1997 года А. П. Ефанов — в запасе по сокращению Вооружённых Сил.
Жил в Санкт-Петербурге. Работал заместителем генерального директора Международной ассоциации общественных организаций ветеранов подводного флота и моряков-подводников и заместителем директора Музея истории подводных сил России имени А. И. Маринеско.
Умер 22 июня 2018 года. Похоронен 27 июня на Южном кладбище в Санкт-Петербурге.

## Награды и звания
- Герой Российской Федерации (15 июня 1994[5])
- орден «За личное мужество» (1993)
- Орден «За службу Родине в Вооружённых Силах СССР» III степени (1990)
- медали